# PubSubHubbub
A PubSubHubbub (a publish-subscribe – közzétesz-előfizet és a „lárma, zaj” jelentésű hubbub angol szavak összerántásából) egy nyílt protokoll, ami az elosztott, publish/subscribe modellre épülő internetes kommunikációt teszi lehetővé. A Google fejlesztői által megalkotott protokoll az Atom és az RSS protokollokat egészíti ki. Fő célja a változásokról történő közel azonnali értesítés, ami jelentős javulás ahhoz képest, amikor egy kliens bizonyos időközönként lekérdezi a hírfolyam-kiszolgálót (feed server), hogy történt-e változás.

## A protokoll működése
A PubSubHubbub működése feltételezi a közzétevők (publishers), az előfizetők (subscribers) és a terheléselosztást segítő ún. hubok létezését.
Az előfizető első alkalommal a hagyományos módon kéri le az Atom- vagy RSS-hírfolyamot, tehát közvetlenül a hírfolyam-kiszolgálóról. Ekkor megvizsgálja a hírfolyamot, és ha abban talál hubra való hivatkozást, feliratkozhat a hírfolyam URL-jének megfelelő témára (topic) az adott hubon. Az előfizető maga is szerveralkalmazást futtat, hogy a hubok azonnal és közvetlenül értesíteni tudják, ha változás történik azokban a topicok valamelyikében, amikre feliratkozott.
A közzétevők tartalmaikat a korábbi gyakorlatnak megfelelően RSS- vagy Atom-hírfolyamként közzéteszik, de tesznek ezekbe hub(ok)ra való hivatkozást. A hivatkozott hubok számára értesítést küldenek, ha bármit közzétesznek. Így, ha új tartalom kerül publikálásra, a közzétevő szól a huboknak, azok pedig az előfizetőiknek.

## Fordítás
- Ez a szócikk részben vagy egészben a PubSubHubbub című angol Wikipédia-szócikk ezen változatának fordításán alapul.  Az eredeti cikk szerkesztőit annak laptörténete sorolja fel. Ez a jelzés csupán a megfogalmazás eredetét és a szerzői jogokat jelzi, nem szolgál a cikkben szereplő információk forrásmegjelöléseként.